# 西港都會中心

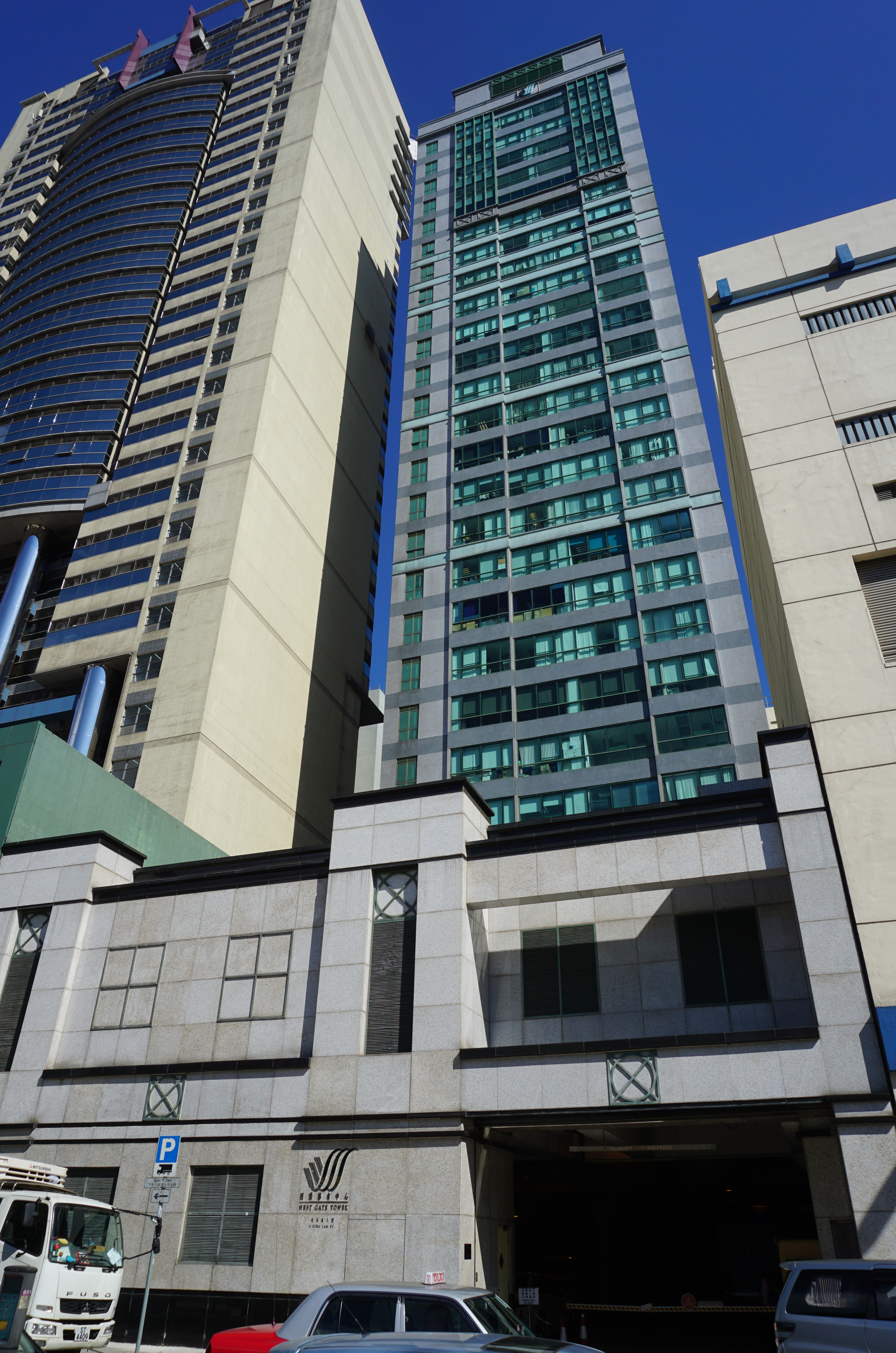
西港都會中心

22°20′18″N 114°08′36″E / 22.338301°N 114.143227°E
西港都會中心（英語：West Gate Tower），是在1998年落成建築物，位於香港九龍長沙灣永康街7號，根據香港興業（該物業由上述公司持有）網頁資料，樓高為27層，總樓面面積146,531平方呎。

## 事件
2008年5月，香港興業正計劃委託仲量聯行公開標售，項目地盤面積約12,211平方呎，物業總樓面為146,434平方呎，出租率達95%，每月租金收入約170萬港元。截標為2008年7月8日，當時是以4億港元出售，但由於未有承接而不了了之。2012年7月，香港興業再以6.8億港元出售該物業。
2012年12月初，香港興業向城規會申請計劃把該物業改建為酒店項目，改成3、4星級酒店，合共提供230間客房。

## 交通
該物業的港鐵荔枝角站C出口，座標位置為S3（永康街9號）。